# Condylostylus xixianus
Condylostylus xixianus är en tvåvingeart som beskrevs av Yang och Saigusa 1999. Condylostylus xixianus ingår i släktet Condylostylus och familjen styltflugor.
Artens utbredningsområde är Henan (Kina). Inga underarter finns listade i Catalogue of Life.